# کلی پاولیک
کلی پاولیک (انگلیسی: Kelly Pavlik؛ زادهٔ ۵ آوریل ۱۹۸۲) بوکسور اهل ایالات متحده آمریکا است.